# Sangoulé Lamizana
Abubacar Sangoulé Lamizana (Dianra, 30 de janeiro de 1916 – Uagadugu, 26 de maio de 2005) foi um militar e político burquinense. Tornou-se o segundo presidente da história da República de Alto Volta, atual Burquina Fasso, após liderar um golpe de estado contra Maurice Yaméogo, em 3 de janeiro de 1966. Comandou o país até 25 de novembro de 1980, quando foi deposto pelo coronel Saye Zerbo.